# Meraner Waalrunde

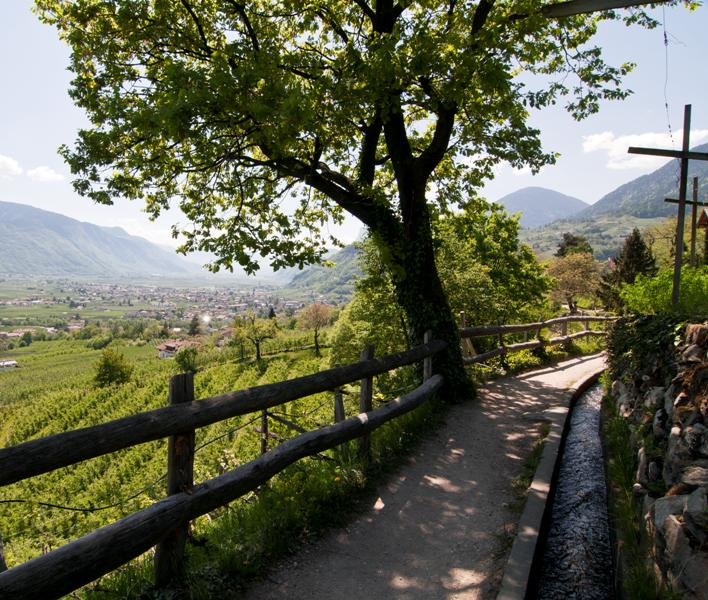
Die Meraner Waalrunde

Die Meraner Waalrunde ist eine Rundwanderung in der Umgebung von Meran und dem unteren Vinschgau, die entlang den zahlreichen, hier als Waale bezeichneten Bewässerungskanälen verläuft. Die Wanderung ist vor allem für Genusswanderer geeignet. Man hat Aussicht auf das Burggrafenamt und den unteren Vinschgau. Die Wege eignen sich vor allem für Wanderungen im Frühling und Herbst.

## Geschichte
Die Waale sind künstlich angelegte Kanäle, die früher und auch teilweise heute noch zur Bewässerung der Obstwiesen dienten. Zur Instandhaltung und Pflege der Waale wurden daneben schmale Wege angelegt.

## Verlauf
Die Waalrunde verbindet elf Waalwege miteinander, die sich auf fast 84 km erstrecken. Die Runde ist mit der Bezeichnung „Meraner Waalrunde“ beschildert und in acht Teilstücken unterteilt, die man in etwa acht Tagen bewandern kann. Ausgangspunkt der Waalrunde ist die Töll, eine Fraktion von Partschins. Von dort geht es über den Algunder- und Kuenser Waalweg nach Saltaus im Passeiertal. Dem Maiser- und Schennerwaalweg folgend erreicht man die Naif. Von der Naif geht es hinunter nach Burgstall und dann nach Lana. Über den Brandis-, Tschermser- und Marlinger Waalweg geht es zurück zur Töll und von der Töll auf dem Patschinser- und Rablander Waalweg weiter nach Naturns. Von Naturns führt der Weg zurück über den Rittersteig zur Töll.

## Etappen
1. Etappe – Von Töllgraben bis Kuens 3:45 Std.
2. Etappe – Von Kuens nach Saltaus 2:15 Std.
3. Etappe – Von Saltaus zur Naif 3:45 Std.
4. Etappe – Von der Naif nach Lana 3:45 Std.
5. Etappe – Von Lana zur Töll 4:00 Std.
6. Etappe – Von der Töll nach Rabland 2:15 Std.
7. Etappe – Von Rabland nach Naturns 2:30 Std.
8. Etappe – von Naturns zum Töllgraben 3:30 Std.

Auf jeder Etappe gibt es einige Sehenswürdigkeiten, und zu jeder Etappe besteht eine Variante.